# Jenniffer González
Jenniffer Aydin González Colon (San Juan, 5 agosto 1976) è una politica portoricana, governatrice di Porto Rico dal 2 gennaio 2025 ed in precedenza delegata residente dello stesso territorio alla Camera dei Rappresentanti dal 2017 al 2025.

## Biografia
Nata a San Juan, la González ha studiato scienze politiche all'Università di Porto Rico e successivamente si è laureata in giurisprudenza.
Entrata in politica con il Nuovo Partito Progressista, nel 2002 venne eletta all'interno della Camera dei rappresentanti di Porto Rico. Nel 2009 venne votata dai colleghi come presidente dell'assemblea, carica che mantenne per i successivi quattro anni. Nel 2015 divenne inoltre presidente del Partito Repubblicano di Porto Rico.
Nel 2016 si candidò alla carica di delegato residente di Porto Rico, ovvero il deputato non votante di Porto Rico in seno alla Camera dei Rappresentanti; la González riuscì a vincere le elezioni, divenendo così la prima donna a rappresentare Porto Rico al Congresso.
Nel settembre 2023, Jennifer González ha annunciato che si sarebbe candidata alle primarie del 2024 per le elezioni governative di Porto Rico. Viene eletta ed assume la carica il 2 gennaio 2025.